# Andrzej Gudański
Andrzej Gudański (ur. 26 czerwca 1979 w Łobzie) – polski artysta plastyk, zajmujący się malarstwem, rysunkiem oraz ceramiką.
Artysta samouk. Rysuje i maluje od najmłodszych lat, zarobkowo od 14. roku życia, sprzedając zarówno prace olejne, jak i akwarele. Ukończył liceum w Łobzie.
„Twórczość Andrzeja Gudańskiego jest rozpoznawalna dzięki jego niespotykanemu stylowi i lekkości przekazu i pomimo młodego wieku, dzięki niewątpliwemu talentowi i wrażliwości twórczej, ale przede wszystkim dzięki tytanicznej pracowitości przedstawia się nam już dzisiaj jako artysta niewątpliwie dojrzały”.
Prace malarskie artysty w części nawiązują do kierunku w sztuce zwanego futuryzmem, gdzie artysta dąży do wyrażenia ruchu, ekspresji, ekspansji oraz do zburzenia w sposób natychmiastowy wszystkich dotychczasowych tradycji. Malarstwo to jest też nieco poetycko – bajkowe, pełne alegorii przeważnie tematycznie związanych jest z miastem i postaciami, gdzie widoczna jest fascynacja artysty migocącym kolorem, barwą i symboliką bajkowych postaci najczęściej ryby, ptaka, nosorożca i słonia. W roku 2013 nagrodzony nagrodą starosty łobeskiego „Smok Powiatu Łobez” w kategorii „Kultura i Sztuka”.
Artysta o sobie i swojej twórczości mówi następująco:
„Interesuję się wszystkimi dziedzinami sztuki, dzięki temu pojmowanie otaczającej mnie rzeczywistości nabiera nowego kształtu i znaczenia. Obrazy, które maluję to połączenie wyobraźni i emocji, na płótnie przeistaczające się w owiany niezwykłą aurą surrealistyczny świat”.

## Ważniejsze wystawy
- Rok 2000: Muzeum w Koszalinie
- 2001: Teatr Polski w Szczecinie
- 2003: Agora Gallery w Nowym Jorku
- 2004: Domain Gallery Majorka (Hiszpania)
- 2005: Satchi Gallery Londyn
- 2005: V Biennale Internazionale dell-ART E Florencja Włochy
- 2006: Gora Gallery Montreal Kanada
- 2007: VI Biennale Internazionale dell-ART E Florencja Włochy
- 2008: World Fine Art. Gallery Nowy Jork
- 2009: VII Biennale Internazionale dell-ART E Florencja Włochy
- 2010: New City Gallery Londyn
- 2011: Euston Gallery Kuwejt z okazji polskiej prezydencji w Unii Europejskiej z udziałem ambasadorów Polski i Wielkiej Brytanii
- 2011: Zaproszenie na ART EXPO w Nowym Jorku